# Hinrich Dewers
Hinrich Dewers (* 8. November 1856 Rönnebeck; † 25. März 1941 in Bremen-Blumenthal) war ein deutscher Unternehmer und Gemeindevorsteher von Rönnebeck.

## Biografie
Dewers war der Sohn des Fabrikanten Werner Dewers (1830–1882). Er absolvierte eine Privatschule. 1871 trat er in die Gelbgießerei ein, die sein Vater erworben hatte und er lernte das Handwerk der Gelbgießerei. Nach dem Tod seines Vaters übernahm er 1882 die Fabrik. Durch seine Leitung erfuhr das Unternehmen einen großen Aufschwung. 1927 übernahm er die Eisengießerei und Maschinenfabrik Friedrich Schwarting. Durch diesen Ausbau seiner Firma erreichte sie eine bedeutende Stellung im Schiffbau sowie auch im Auslandsgeschäft. Während der Weltwirtschaftskrise brach das Unternehmen fast zusammen. Durch Großaufträge der Kriegsmarine und durch Produktionsumstellungen für Lokomotivarmaturen überwand es jedoch die Krisenzeit von 1928 bis 1930. Als Armaturenfabrik erreichte das Unternehmen eine Spitzenstellung in Deutschland. 
Dewers war zudem in der Gemeindepolitik aktiv. Von 1889 bis 1908 war er der Gemeindevorsteher (Bürgermeister) von Rönnebeck.
Ehrungen
- Die Hinrich-Dewers-Straße in Bremen-Blumenthal, Ortsteil Rönnebeck, wurde nach ihm benannt.